# Wacław Makowski
Wacław Wincenty Makowski (Vilnius, 15 novembre 1880 – Bucarest, 28 dicembre 1942) è stato un politico e giurista polacco, Maresciallo del Sejm dal 28 novembre 1938 al 2 novembre 1939.